# Publius Mucius Scævola (consul en -175)
Pour les articles homonymes, voir Mucius Scævola.
Publius Mucius Scævola est le fils de Quintus Mucius Scævola, frère de Quintus Mucius Scævola et le père de Publius Licinius Crassus Dives Mucianus (consul en -131, qui fut adopté par son oncle Publius Licinius Crassus).
En 179 av. J.-C., il est préteur, en même temps que son frère Quintus. À l'issue de cette préture il reçoit une juridiction urbaine à Rome, avec mission d'enquêter sur une affaire d'empoisonnements.
En 175 av. J.-C., comme consul, il bat les Liguriens et est célébré en triomphe.